# NSU 5/11 PS
Der NSU 5/11 PS war ein kleiner PKW, den die Neckarsulmer Fahrzeugwerke Aktiengesellschaft in den Jahren 1911 bis 1913 bauten.
Der 5/11 PS war der Nachfolger des Kleinwagens 5/10 PS. Es wurden zwei Ausführungen, mit Zwei- oder Vierzylindermotor, parallel hergestellt.
Das Zweizylindermodell hatte einen Blockmotor mit einem Hubraum von 1105 cm³ (Bohrung × Hub = 75 × 125 mm), der 11 PS (8,1 kW) bei 1400/min leistete. Der Motor besaß bereits eine Druckumlaufschmierung und eine Magnetzündung. Die Kraft wurde über eine Lederkonuskupplung, ein an einer außen liegenden Kulisse zu schaltendes Dreiganggetriebe und eine Kardanwelle auf die Hinterräder übertragen. Der Radstand betrug 2300 mm, die Spurweite 1150 mm und die Länge des Fahrzeugs 3300 mm. Das Gewicht des Fahrgestells lag bei. 565 kg, die Höchstgeschwindigkeit lag bei 55 km/h.
Das Vierzylindermodell hatte einen Blockmotor mit einem Hubraum von 1132 cm³ (Bohrung × Hub = 60 × 100 mm), der ebenfalls 11 PS (8,1 kW), jedoch bei 1600/min leistete. Die übrigen Antriebsdaten entsprachen denen des Zweizylindermodells. Der Radstand des Vierzylindermodells war mit 2125 mm deutlich kürzer als der des Zweizylindermodells. Dementsprechend war auch seine Länge mit 3100 mm geringer, sein Gewicht (Fahrgestell) mit 585 kg aber etwas höher. Bei den anderen Daten entsprachen sich wiederum beide Modelle.
Beide Fahrzeuge waren als Phaeton, Doppelphaeton oder Lieferwagen erhältlich.
1913 ersetzte der 5/12 PS, der nur noch mit Vierzylindermotor lieferbar war, diese Modelle.